# Медаль Бриллиантового юбилея королевы Виктории
Медаль Бриллиантового юбилея королевы Виктории (англ. Queen Victoria Diamond Jubilee Medal) — британская награда, учреждённая в 1897 году для награждения членов королевской семьи и двора, гостей и высокопоставленных лица, присутствовавших на праздновании бриллиантового юбилея королевы Виктории, а также избранных солдатов и матросов, участвовавших в юбилейном параде в Лондоне.
Медаль соответствовала предыдущей награде, выпущенной на золотой юбилей королевы десятью годами ранее, как с точки зрения дизайна, так и с точки зрения критериев награждения: тем, кто получил первую медаль, вручали планку на ленту к ней, вместо второй.

## Условия награждения
Медалью награждались участники официальных празднований бриллиантового юбилея королевы Виктории, в том числе члены королевской семьи, королевского двора и правительственные чиновники, а также британские послы в других странах и премьер-министры колоний. Среди военных лауреатов были избранные офицеры, матросы и солдаты Королевского флота и армии, а также индийские и колониальные контингенты, принимавшие участие в юбилейных мероприятиях, включая лондонский парад, на котором присутствовала королева.
Медаль носилась на левой стороне груди вместе с другими наградами по случаю коронаций и юбилеев, а до ноября 1918 года и перед медалями за участие в военных кампаниях, после чего их было предписано носить после последних, но перед наградами за выслугу лет. Версия для женщин крепилась на ленту через левое плечо.

## Версии
Было три вида медалей:
- Медаль Бриллиантового юбилея королевы Виктории. Вариантом в золоте награждены члены королевской семьи (всего 73), в серебре — офицеры и лица аналогичного статуса (всего 3040) и в бронзе — избранные представители других чинов, принявшим участие в юбилейном параде (всего 890).[3]
- Специальная медаль в форме ромба для мэров и провост[англ.], вручаемая в золоте лордам-мэрам и лордам-провостам (всего 14) и в серебре мэрам и провостам (всего 512) со всего Соединенного Королевства.[1][3]
- Медалью Бриллиантового юбилея королевы Виктории для полиции[англ.] с другим дизайной были награждены дежурные служащие правопорядка Лондона во время юбилейных торжеств (всего 10 086 человек).

Другие страны-члены Содружества отчеканили свои собственные версии медали, пусть и официально не разрешенные к ношению. Правительство Цейлона отчеканило медали из 14-каратного золота и серебра и вручило из высокопоставленным членам правительства и местным чиновникам.

## Описание награды
Медаль для бриллиантового юбилея повторяет дизайн оной для золотого. Её диаметр 30 миллиметров (1,2 дюйма). На аверсе изображён профиль королевы в короне и в вуали, повёрнутый влево, окружённый надписью «VICTORIA DG REGINA ET IMPERATRIX FD». На реверсе отчеканены слова «IN COMMEMORATION OF THE 60TH YEAR OF THE REIGN OF QUEEN VICTORIA · 20 JUNE 1897» («В память 60-летия царствования королевы Виктории 20 июня 1897 года»), окружённый венком из цветков роз, трилистника и чертополоха. Дизайн аверса был разработан сэром Джозефом Эдгаром Бомом, а реверса — Клеменсом Эмптмайером. Лента синяя, напоминавшая оную у ордена Подвязки с широкими белыми полосами по краям.
Обладатели медали 1887 года вместо этой награды получили к ней планку с надписью «1897», увенчанную короной.
Медаль для мэров и провостов представляет собой ромб 40×48 миллиметров (1,6×1,9 дюйма) с узором в виде трилистника с круглым центром, на котором изображён портрет королевы в старости на аверсе и в молодости на реверсе. Лента повторяет стандартный вариант, но цвета поменяны местами.
И стандартная, и версия для мэров и провостов вручалась безымянной.